# Cantone di Bellencombre
Il Cantone di Bellencombre era una divisione amministrativa dell'arrondissement di Dieppe.
È stato soppresso a seguito della riforma complessiva dei cantoni del 2014, che è entrata in vigore con le elezioni dipartimentali del 2015.
Comprendeva i comuni di
- Ardouval
- Beaumont-le-Hareng
- Bellencombre
- Bosc-le-Hard
- Cottévrard
- Cressy
- La Crique
- Cropus
- Les Grandes-Ventes
- Grigneuseville
- Mesnil-Follemprise
- Pommeréval
- Rosay
- Saint-Hellier
- Sévis